# Landgericht Büdingen

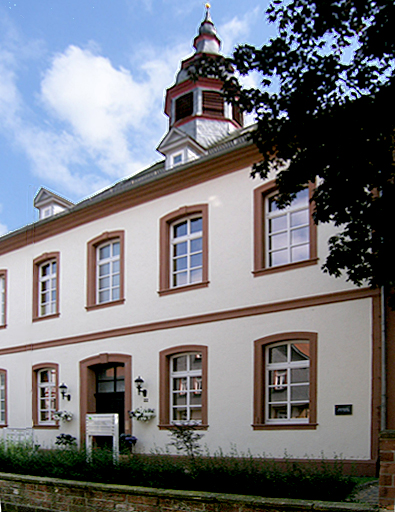
Landgerichts-Gebäude in Büdingen (ehemalige Lutherische Kirche)

Das Landgericht Büdingen war seit 1822 ein erstinstanzliches Gericht der ordentlichen Gerichtsbarkeit im Großherzogtum Hessen. Das Landgericht hatte seinen Sitz in Büdingen.

## Geschichte

### Vorgeschichte
Ab 1821 trennte das Großherzogtum Hessen auch auf der unteren Ebene die Rechtsprechung von der Verwaltung. 
In einem ersten Schritt geschah das zunächst in den Bereichen des Staates, in denen er die Hoheitsrechte in vollem Umfang ausübte (Dominiallande). Die bisher von den Ämtern wahrgenommenen Aufgaben wurden Landräten (zuständig für die Verwaltung) und Landgerichten (zuständig für die Rechtsprechung) übertragen. In den Bereichen des Großherzogtums, in denen die Gerichtshoheit sich noch in den Händen des Adels befand, geschah diese Reform nur mit Verzögerung. Der Bezirk des Landgerichts Büdingen lag ganz überwiegend im Bereich des früheren Fürstentums Isenburg, das 1813 mediatisiert wurde und 1816 teils an das Großherzogtum, teils an das Kurfürstentum Hessen fiel. Der Landgerichtsbezirk Büdingen gehörte zu dem Teil, den das Großherzogtum erhalten hatte.

### Gründung
Zu Beginn des Jahres 1822 wurde dann auch in dem durch die Isenburger Standesherren dominierten Bereich um Büdingen vom Staat ein Landgericht eingerichtet. Das beruhte auf einem Kompromiss, bei dem den Standesherren in Personalangelegenheiten eine Mitsprache eingeräumt wurde und die offizielle Bezeichnung des Gerichts deren Ansprüche wahrte. Sie lautete: „Großherzoglich Hessisches Fürstlich und Gräfliches Landgericht Büdingen“.

### Weitere Entwicklung
1830 wurde ein Jahrhunderte altes territoriales Kuriosum beseitigt und endlich eine einheitliche Zuständigkeit für die Gemeinde Gelnhaar geschaffen, was dazu führte, dass das Landgericht Büdingen die Zuständigkeit für den links des Bleichenbachs gelegene Teil des Ortes an das Landgericht Ortenberg abgab.
Zum 15. Oktober 1853 wurden in der Provinz Oberhessen die Gerichtsbezirke neu gegliedert. Dabei gab das Landgericht Büdingen die örtliche Zuständigkeit für eine Reihe von Gemeinden an andere Landgerichte ab (siehe: Übersicht).

### Ende
Mit dem Gerichtsverfassungsgesetz von 1877 wurden Organisation und Bezeichnungen der Gerichte reichsweit vereinheitlicht. Zum 1. Oktober 1879 hob das Großherzogtum Hessen deshalb die Landgerichte auf. Funktional ersetzt wurden sie durch Amtsgerichte. So ersetzte nun das Amtsgericht Büdingen das Landgericht Büdingen. „Landgerichte“ nannten sich nun die den Amtsgerichten direkt übergeordneten Obergerichte. Das Amtsgericht Büdingen wurde dem Bezirk des Landgerichts Gießen zugeordnet. Dabei wurde der Zuständigkeitsbereich um die Gemeinde Wölfersheim erweitert.

## Zuständigkeit

### Örtlich
| Gemeinde                          | 1822 | 1853 abgegeben | 1878 | Anmerkung                                                                                 |
| --------------------------------- | ---- | -------------- | ---- | ----------------------------------------------------------------------------------------- |
| Altwiedermus                      | +    | -              |      | Vom Amt Marienborn; an das Landgericht Altenstadt                                         |
| Aulendiebach                      | +    |                | ×    | Vom Amt Büdingen                                                                          |
| Bindsachsen                       | +    |                | ×    | Vom Amt Wenings                                                                           |
| Böß-Gesäß                         | +    |                | ×    | Vom Amt Wenings                                                                           |
| Büches                            | +    |                | ×    | Vom Amt Büdingen                                                                          |
| Büdingen                          | +    |                | ×    | Vom Amt Büdingen                                                                          |
| Burgbracht                        | +    |                | ×    | Vom Amt Wenings                                                                           |
| Calbach                           | +    |                | ×    | Vom Amt Büdingen                                                                          |
| Diebach am Haag                   | +    |                | ×    | Vom Amt Büdingen                                                                          |
| Düdelsheim                        | +    | -              |      | Vom Amt Büdingen; an das Landgericht Altenstadt                                           |
| Dudenrod                          | +    |                | ×    | Vom Amt Büdingen                                                                          |
| Eckartshausen                     | +    | -              |      | Vom Amt Marienborn; an das Landgericht Altenstadt                                         |
| Gelnhaar links des Bleichenbaches | +    | - (1830)       |      | Vom Amt Wenings; 1830 an das Landgericht Ortenberg                                        |
| Hain-Gründau                      | +    |                | ×    | Vom Amt Büdingen                                                                          |
| Heegheim                          | +    | -              |      | Vom Amt Mockstadt; an das Landgericht Altenstadt                                          |
| Himbach                           | +    | -              |      | Vom Amt Marienborn; an das Landgericht Altenstadt                                         |
| Hitzkirchen                       | +    |                | ×    | Vom Amt Wenings                                                                           |
| Illnhausen                        | +    |                | ×    | Vom Amt Wenings                                                                           |
| Kefenrod                          | +    |                | ×    | Vom Amt Wenings                                                                           |
| Langen-Bergheim                   | +    | -              |      | Vom Amt Marienborn; an das Landgericht Altenstadt                                         |
| Lorbach                           | +    |                | ×    | Vom Amt Büdingen                                                                          |
| Marienborn                        | +    |                | ×    | Vom Amt Marienborn                                                                        |
| Merkenfritz                       | +    | -              |      | Vom Amt Wenings; an das Landgericht Ortenberg                                             |
| Michelau                          | +    |                | ×    | Vom gräflich-büdingischen Amt Assenheim                                                   |
| Mittel-Gründau                    | +    |                | ×    | Vom Amt Büdingen                                                                          |
| Nieder-Mockstadt                  | +    | -              |      | Vom Amt Mockstadt; an das Landgericht Altenstadt                                          |
| Ober-Mockstadt                    | +    | -              |      | Vom Amt Mockstadt; an das Landgericht Nidda                                               |
| Orleshausen                       | +    |                | ×    | Vom Amt Büdingen                                                                          |
| Pferdsbach                        | +    |                | ×    | Vom Amt Büdingen                                                                          |
| Rinderbügen                       | +    |                | ×    | Vom Amt Büdingen                                                                          |
| Rohrbach                          | +    |                | ×    | Vom Amt Büdingen                                                                          |
| Ronneburg                         | +    |                | ×    | Vom fürstlich-büdingischen Gericht Langendiebach                                          |
| Staden                            | +    | -              |      | Bis 1819: Ganerbschaft Staden, dann fürstlich Isenburgisch; an das Landgericht Altenstadt |
| Stockheim                         | +    | -              |      | Vom Amt Büdingen; an das Landgericht Ortenberg                                            |
| Vonhausen                         | +    |                | ×    | Vom Amt Büdingen                                                                          |
| Wenings                           | +    | -              |      | Vom Amt Wenings; an das Landgericht Ortenberg                                             |
| Wernings                          | +    | -              |      | Vom Amt Wenings; an das Landgericht Ortenberg                                             |
| Wolf                              | +    |                | ×    | Vom Amt Büdingen                                                                          |

### Sachlich
Das Landgericht Büdingen war ein Gericht erster Instanz in Zivilsachen.

### Instanziell
Bis 1825 bestand als übergeordnete Instanz die Justizkanzlei Büdingen. Danach war die übergeordnete Instanz des Landgerichts Büdingen ausschließlich das Hofgericht Gießen.

## Gebäude
Seinen Sitz hat das Gericht in Büdingen, ursprünglich in einem Gebäude, das von Graf Ludwig Casimir II. von Isenburg-Büdingen zwischen 1769 und 1774 als lutherische Kirche in der heutigen Schloßgasse 22 errichtet worden war. Das Gebäude hat einfache, spätbarocke Formen, ein hohes Walmdach und einen Dachreiter mit barocker Haube. Es ist ein Kulturdenkmal aufgrund des Hessischen Denkmalschutzgesetzes. (Siehe auch: Liste der Kulturdenkmäler in Büdingen)